# Kiejdany
Kiejdany (lit. Kėdainiai wymowaⓘ, niem. Kedahnen) – miasto w centralnej Litwie nad rzeką Niewiażą, dawna polska rezydencja magnacka. Położone w okręgu kowieńskim, centrum administracyjne rejonu kiejdańskiego. W 2022 roku miasto liczyło 23 051 mieszkańców.
Miejsce obrad sejmików ziemskich powiatu rzeczyckiego w 1659 roku.

## Historia

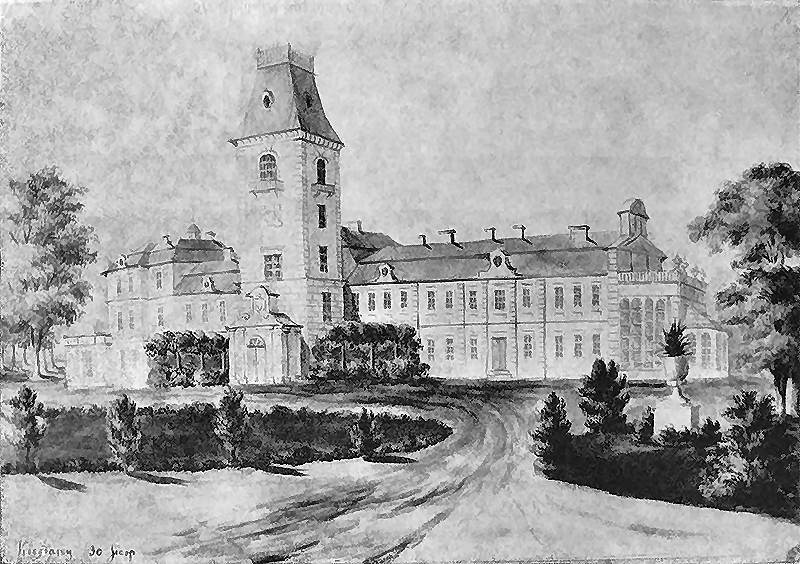
Nieistniejący pałac Radziwiłłów w XIX w., wysadzony w powietrze w 1944 r.

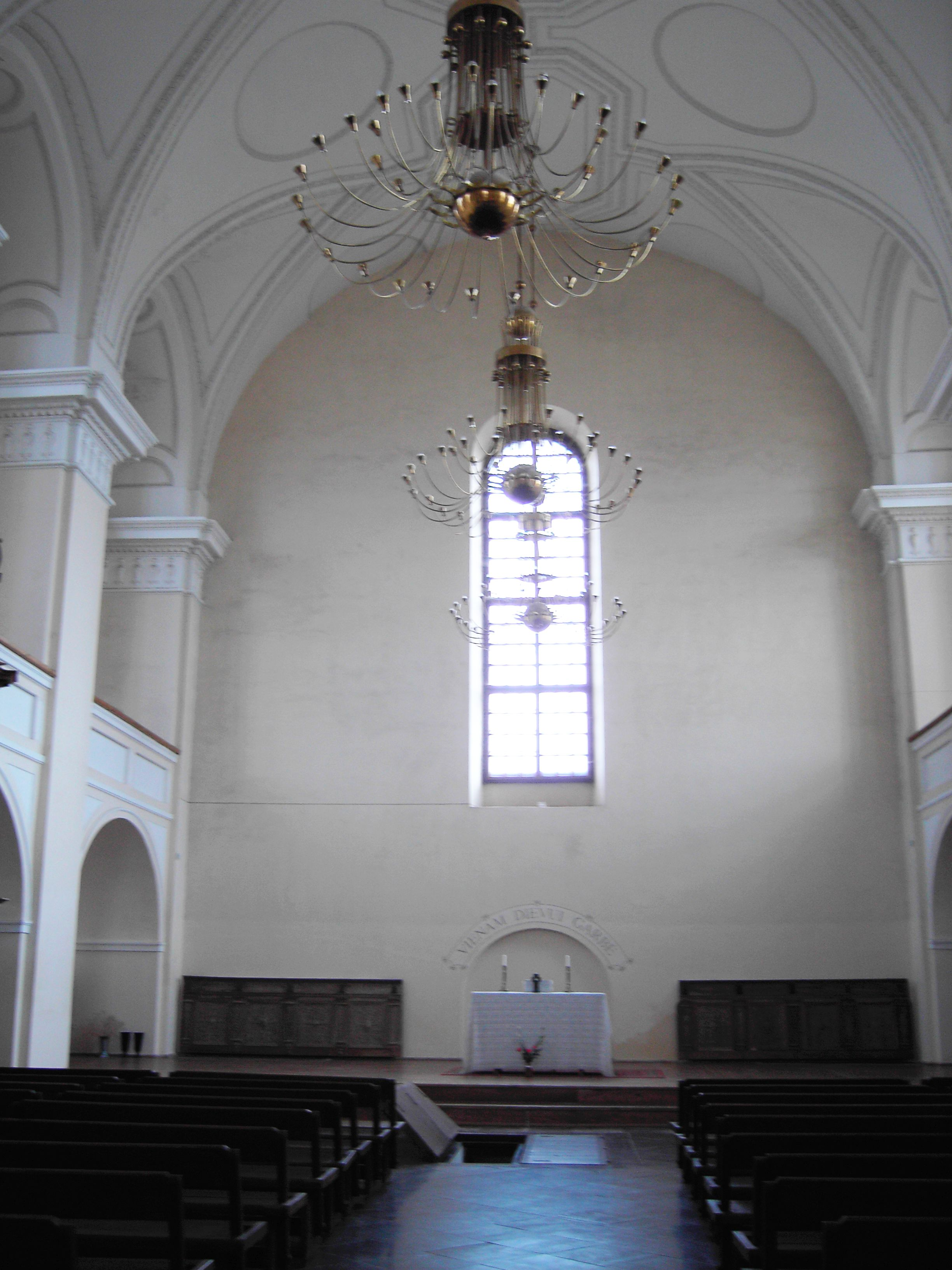
Wnętrze kościoła kalwińskiego – nekropolii Radziwiłłów

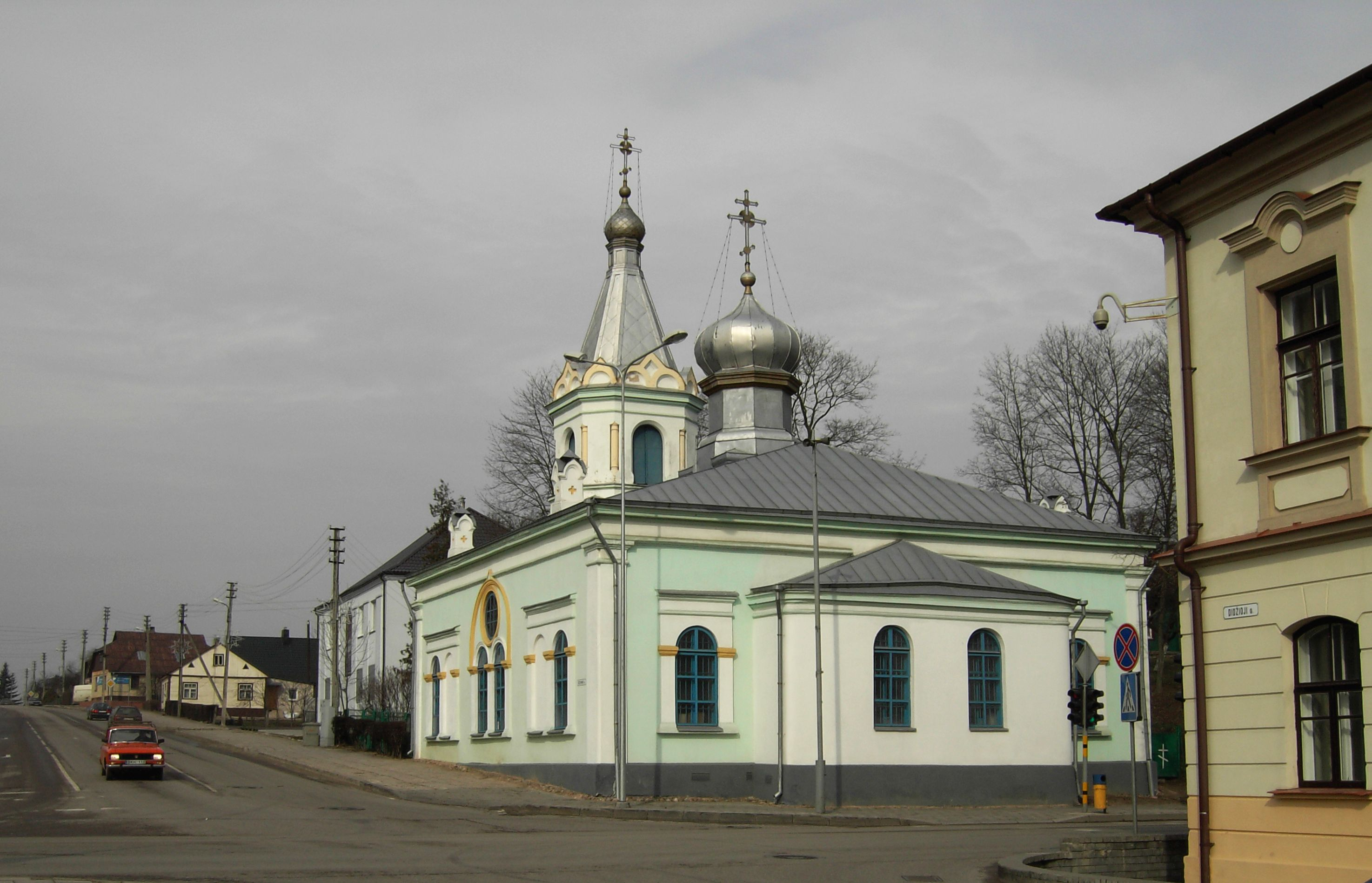
Cerkiew Przemienienia Pańskiego

Miejscowość jako mała osada rybacka była wymieniana po raz pierwszy w 1372. Na początku XV w. tereny te po pokoju w Raciążku w 1403 znalazły się pod panowaniem Zakonu Krzyżackiego, który wybudował w niej niedługo później gotycki kościół św. Jerzego. W pierwszej połowie XV w. miejscowe dobra od króla Kazimierza Jagiellończyka otrzymał Radziwiłł Ościkiewicz. Od 1545 do 1614 właścicielami dóbr, a potem miasta byli Kiszkowie. Drogą wiana miasto przeszło w ręce wojewody wileńskiego Krzysztofa Radziwiłła, który poślubił w 1606 roku Annę Kiszczankę. W 1590 roku otrzymały prawa miejskie z rąk Zygmunta III Wazy. W XVI i XVII w. pod władaniem Radziwiłłów, w latach 1811–1863 własność rodu Hutten-Czapskich. W okresie reformacji do XX w. ośrodek kalwinizmu. Kiejdany należały też do najważniejszych XVI w., założonych przez Jana Kiszkę ośrodków braci polskich. Kiejdany na mocy uchwały sejmu 1647 roku uzyskały prawo głównego składu.
20 października 1655 podpisano układ, który zawarli Radziwiłłowie (hetman litewski Janusz Radziwiłł i jego kuzyn koniuszy litewski Bogusław) z królem szwedzkim Karolem X Gustawem. Ów układ oddawał pod protekcję Szwecji całą Litwę i wraz z układem w Ujściu (wojewoda poznański Krzysztof Opaliński i wojewoda kaliski Andrzej Karol Grudziński) przewidywał oddanie Szwecji Rzeczypospolitej. Plany te udaremniła skuteczna obrona Częstochowy przed Szwedami oraz powszechny zryw szlachty polskiej i chłopstwa przeciw skandynawskiemu najeźdźcy. U schyłku Rzeczypospolitej w Kiejdanach stacjonowała 1 Brygada Kawalerii Narodowej Wielkiego Księstwa Litewskiego. Od przełomu XVIII/XIX w. Kiejdany były własnością pułkownika napoleońskiego Stanisława Hutten-Czapskiego. 29 kwietnia 1831 w czasie powstania listopadowego miała miejsce bitwa pod Kiejdanami. Syn Stanisława, Marian Czapski, wybudował w Kiejdanach około 1850 roku rozległą rezydencję szlachecką z parkiem, która za udział w powstaniu styczniowym została mu przez Rosjan skonfiskowana, a on sam został zesłany na Syberię. Majątek Czapskich został przez Rosjan oddany rosyjskiemu generałowi Edwardowi Tottlebenowi.
W 1929 w kościele św. Józefa kazania w języku polskim zastąpiono kazaniami w języku litewskim. Podczas II wojny światowej został całkowicie zniszczony pałac Czapskich z połowy XIX w. W mieście znajduje się muzeum regionalne.
Podczas okupacji hitlerowskiej, 23 lipca 1941 roku Niemcy utworzyli getto dla żydowskich mieszkańców. Przebywało w nim około 3000 osób. 28 sierpnia 1941 roku Niemcy zlikwidowali getto, a Żydów zamordowano na terenie parku. Sprawcami zbrodni byli żołnierze z Einsatzkommando 3, oraz litewscy policjanci, kolejarze i osoby cywilne. 

## Zabytki
- Kościół św. Jerzego, gotycki
- Kościół kalwiński (zwany zborem), barokowy z 1631 roku fundacji hetmana Krzysztofa „Pioruna” Radziwiłła i jego żony Anny z Kiszków
  - krypta z grobami rodu Radziwiłłów
  - zabytkowa ambona
- Kościół św. Józefa z 1710 r., karmelitów, drewniany z dzwonnicą
- zbór luterański z 1640 r.
- Ratusz(inne języki) z XVII wieku przy rynku
- Gimnazjum w Kiejdanach
- Stara Synagoga z XVII w.
- Nowa Synagoga z XIX w.
- Synagoga przy ul. Smilgos z XIX w.
- Cerkiew Przemienienia Pańskiego z 1895 r.

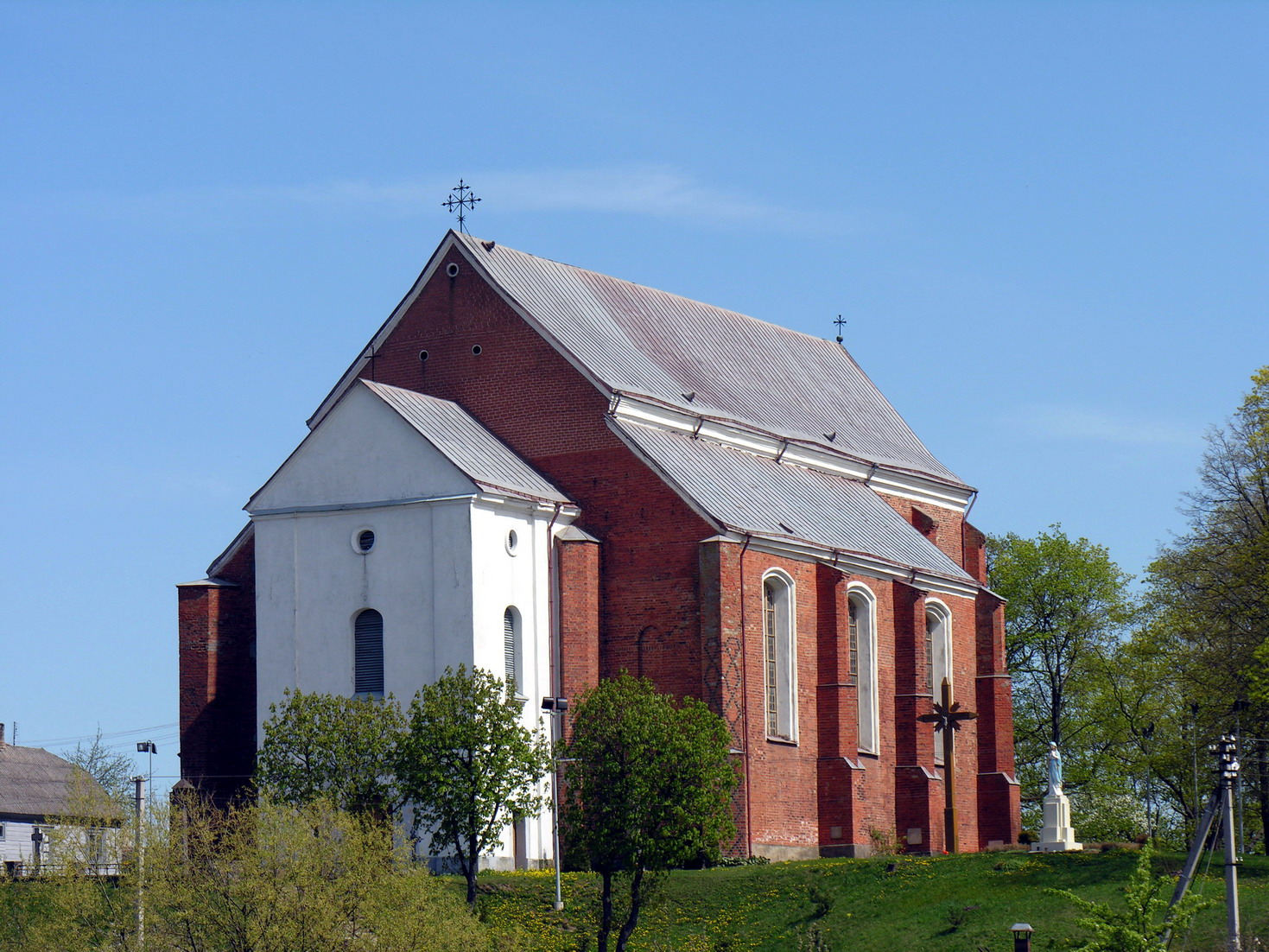
Kościół św. Jerzego
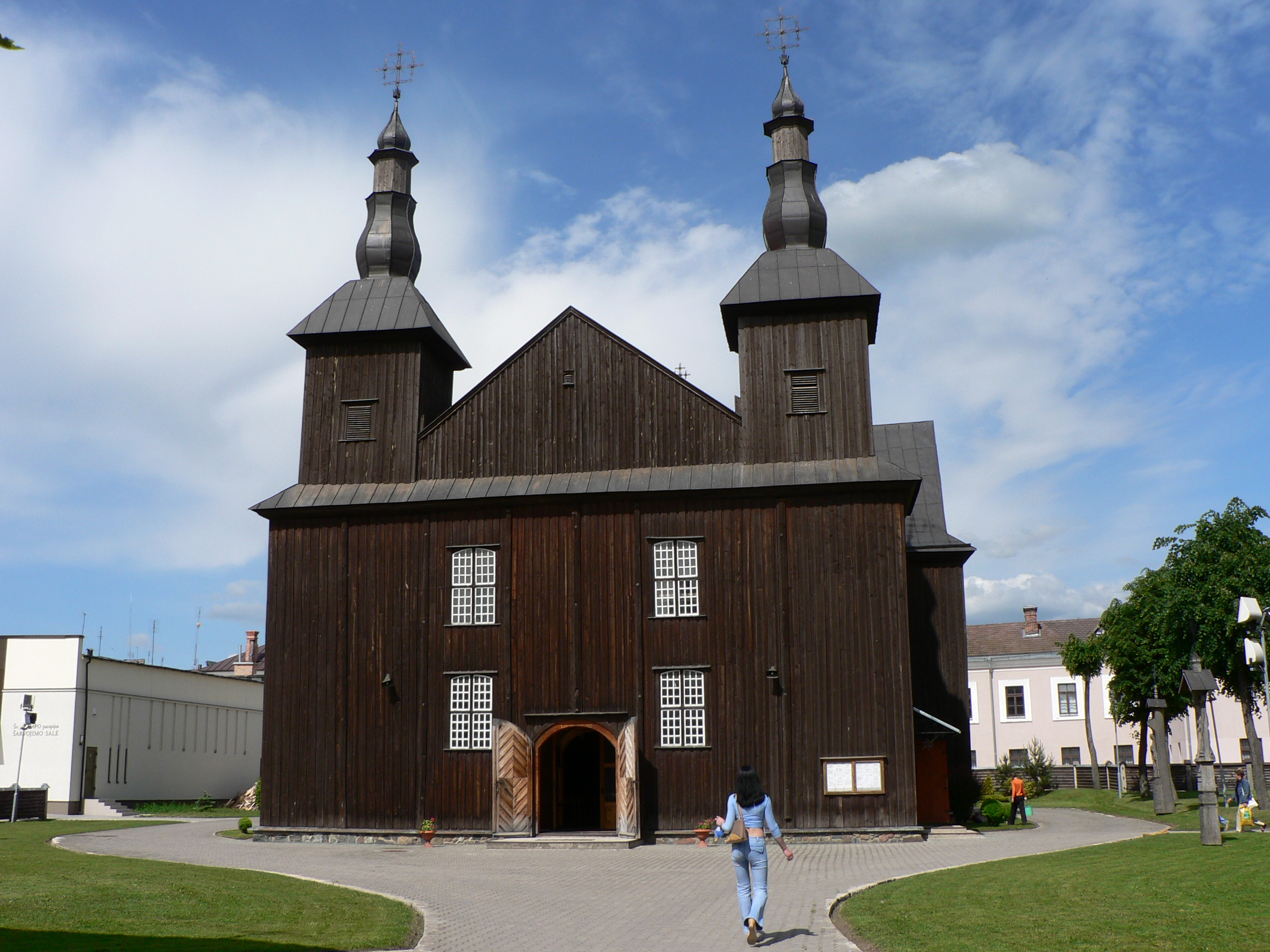
Kościół karmelitów
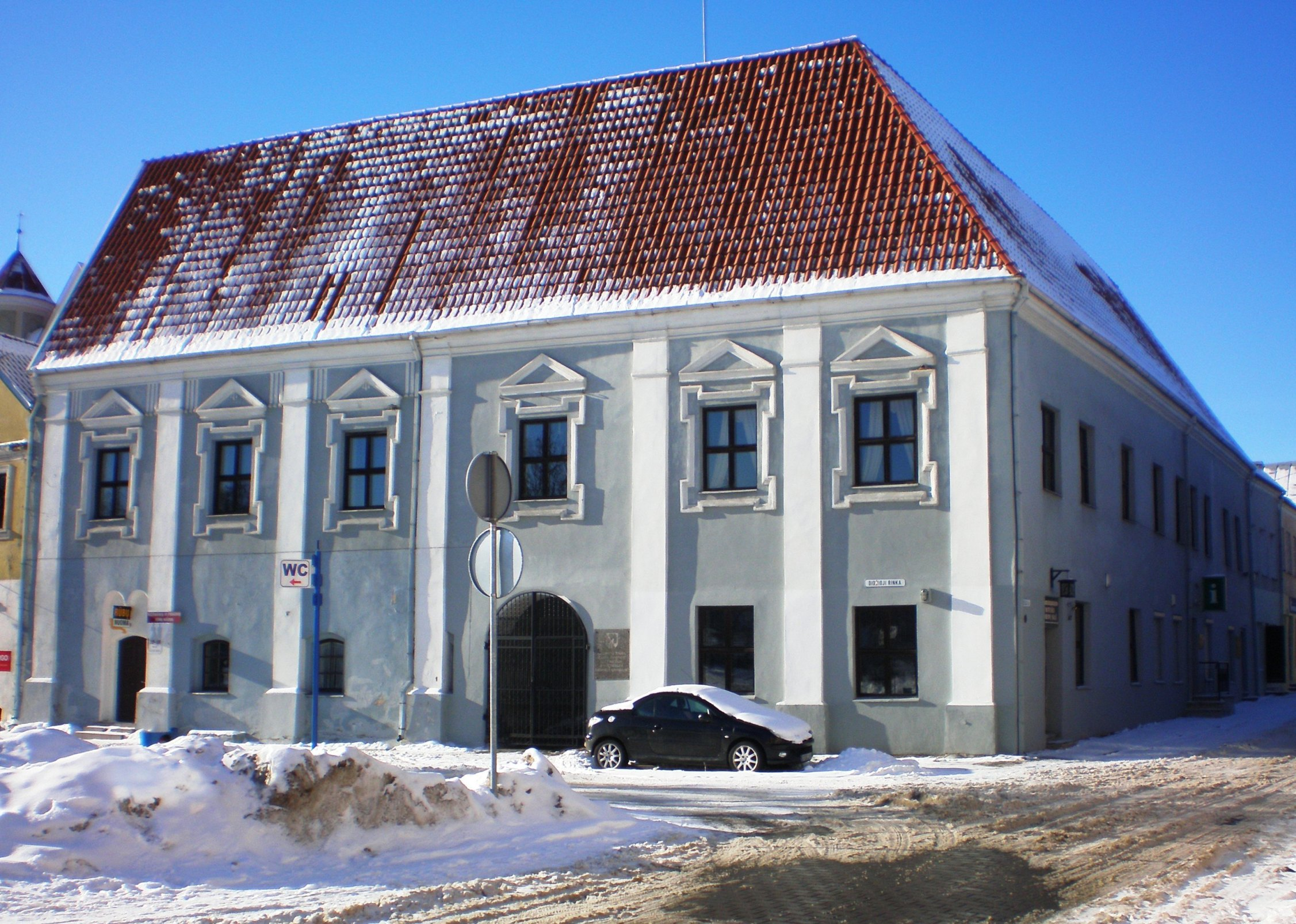
Ratusz
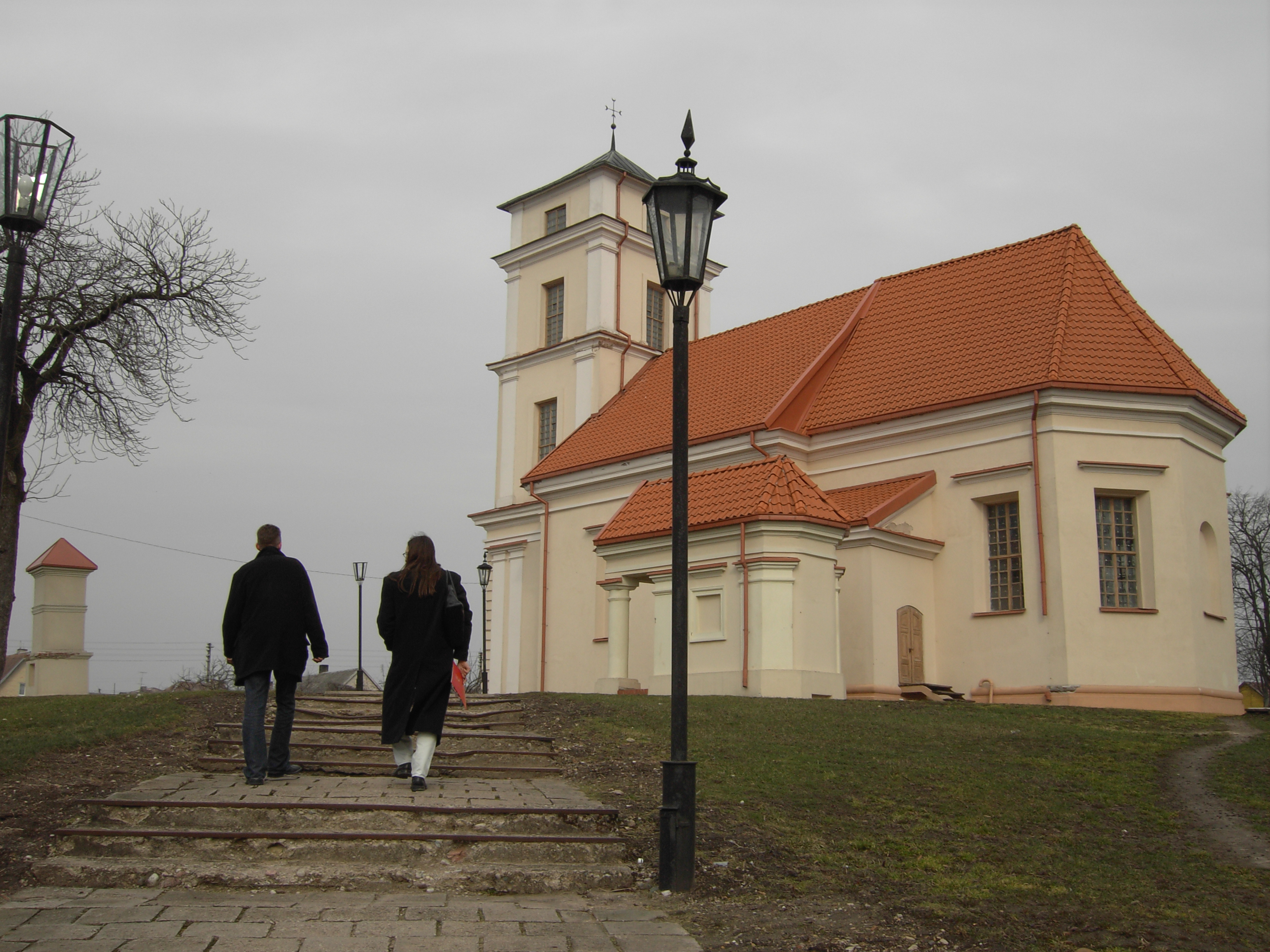
Kościół luterański
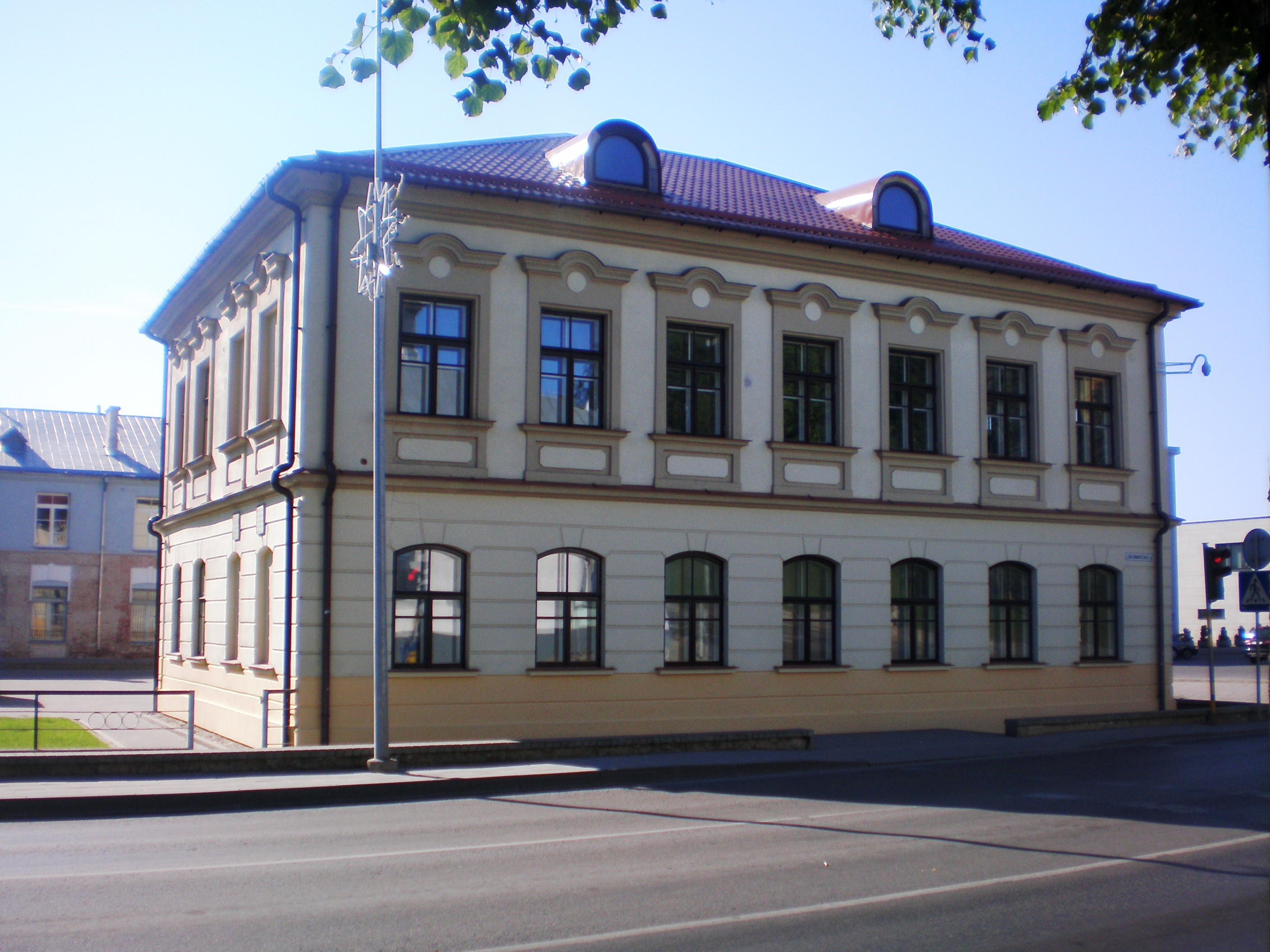
Gimnazjum

## Gospodarka
W mieście rozwinął się przemysł nawozów sztucznych, elektrotechniczny oraz spożywczy.

## Kiejdany w literaturze
Kiejdany są miastem, w którym siedzibę miał książę Janusz Radziwiłł z Potopu Henryka Sienkiewicza.

## Transport
- Kiejdany – stacja kolejowa

## Współpraca zagraniczna

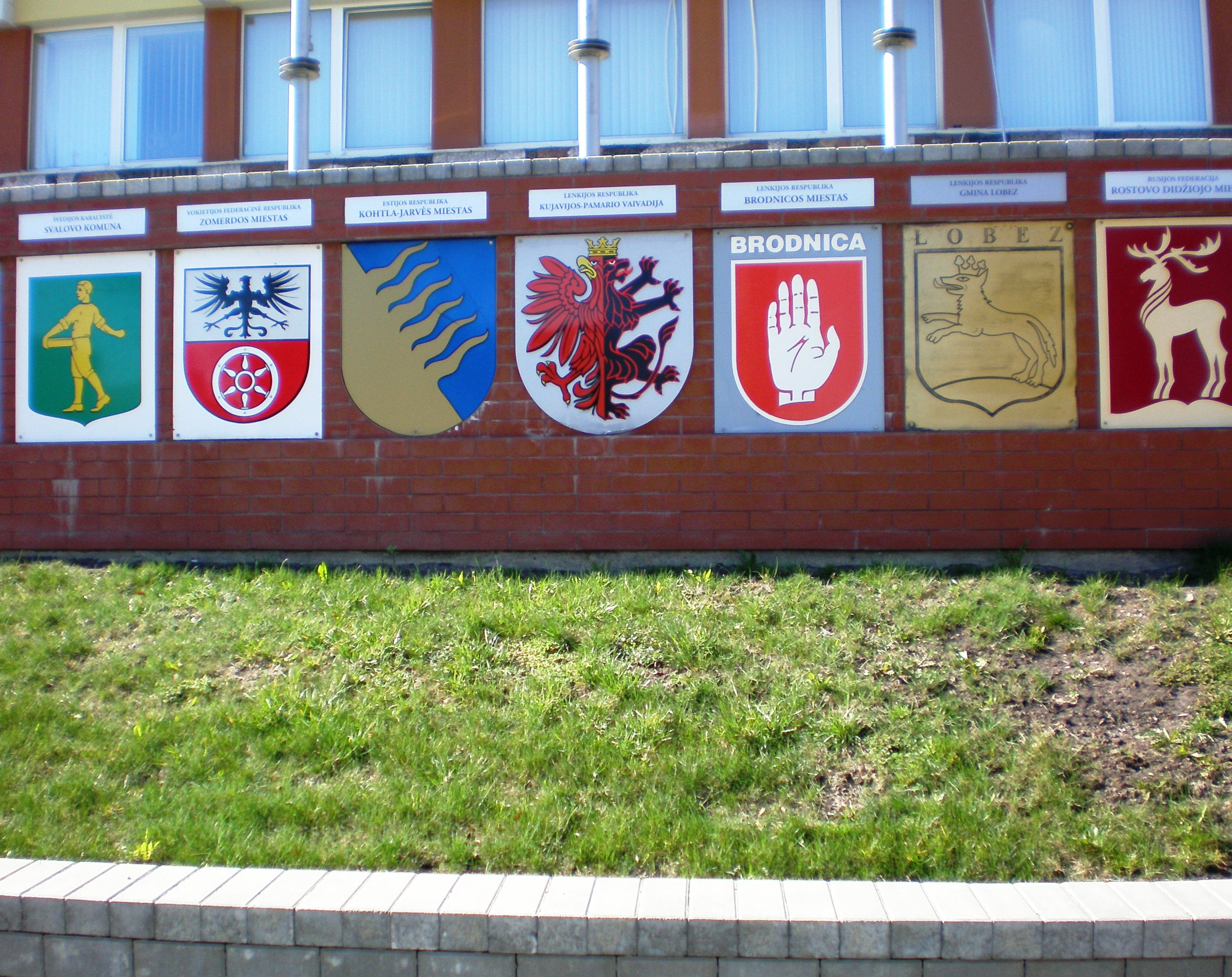
Herby współpracujących z Kiejdanami jednostek administracyjnych

Miasto Kiejdany ma podpisane umowy o współpracy zagranicznej z następującymi jednostkami administracyjnymi:
- Gmina Svalöv
- Sömmerda
- Kohtla-Järve
- Województwo kujawsko-pomorskie
- Brodnica
- Gmina Łobez
- Rostów

## Ludzie urodzeni w Kiejdanach
- Wincenty Budrewicz – polski zesłaniec, filomata i filareta
- Aleksander Burhardt – adwokat, sędzia, radny Wilna
- Józef Żylewicz – polski lekkoatleta i trener
- Senior Sachs – żydowski pisarz i uczony